# Антиратни протести у Београду 1991—1992.
Антиратни протести у Београду 1991—1992. године су одржавани против почетка ратова у Хрватској и Босни и Херцеговини, а посебно против битке за Вуковар, блокаде Дубровника и опсаде Сарајева од стране тадашње ЈНА.
У уличним протестима против рата и грађанској непослушности су учествовале бројне јавне личности као и на хиљаде грађана. Такође је било веома изражено напуштање редова војске и отпор регрутацији. У читавој Србији је 1991—1992 постојао велики отпор мобилизацији (уз око двеста хиљада дезертера), која је у Београду спровођена са тек око 15% успешности.
Поред организованих протеста, било је и индивидуалног отпора рату. У једном од најпознатијих примера, резервиста Владимир Живковић је одвезао тенк са фронта у Вуковару назад до Београда (око 200 km), где га је паркирао испред Савезне Скупштине у знак протеста против рата.
Најпознатија удружења грађана која су се тада противила рату су Жене у црном, Центар за антиратну акцију и Београдски круг а најпознатији политичар који се противио рату био је бивши председник Србије Иван Стамболић.

## Отпор рату
Када су почели ратни сукоби на простору бивше Југославије, отпор рату је пружан на разним местима.
У Београду, као и у читавој Србији, отпор регрутацији је био врло велик. Било је и много дезертера у свим редовима војске. У Београду је хиљаде младића спавало сваке ноћи у другом стану како би избегли војне позиве. Према неким проценама, када је издата наредба о масовној мобилизацији, само 10% позваних се одазвало. 15. јула 1991. више група које су се бавиле заштитом људских права формирале су Центар за антиратну акцију, који се бавио подршком дезертерима и пружањем правне помоћи.
Једне од првих антиратних демонстрација су организовале заједно три женске организације (Женски парламент, Женски лоби и Женска странка) испред зграде Скупштине Србије. Жене активисткиње су великим делом представљале носилац антиратног покрета у Србији. Нарочиту истрајност у протестима против рата је показала антиратна група „Жене у црном“, чије су припаднице наредних година редовно организовале јавне протесте.
У београдском позоришту „Душко Радовић“ редовно је одржаван Београдски антиратни маратон (БАМ), у виду трибина против рата у којима су учествовали многи грађани и чланови настајућих антиратних група. Улицама и трговима кретале су се колоне против рата и за мир назване „Последње звоно“. Пред Савезном скупштином организован је протест „Жута трака“. Око Савезне скупштине је организован протестни „прстен мира“. Организовани су и антиратни концерти („Не рачунајте на нас“).
Почетком 1992. године, чланови рок бендова ЕКВ, Партибрејкерс и Електрични оргазам формирају пројекат „Римтутитуки“, чија је музичка активност концентрисана на антиратну пропаганду. Римтутитуки је основан да се супротстави мобилизацији за рат у Босни. Милан (ЕКВ), Гиле, Шваба, Чавке и Јовец (Електрични оргазам) су оформили Римтутитуки на потписивању петиције против мобилизације. Њихов најпознатији сингл „Слушај 'вамо!“, с кључним рефреном „Мир, брате, мир“, издаје Б92, а промовисан је концертом на камиону који је кружио улицама Београда.

## Медијска пропаганда
Медијска ратна пропаганда је уочи распада СФРЈ била немилосрдна. Државни медији, под апсолутном контролом Милошевићеве власти, су ширили шовинизам, ксенофобију и мржњу међу широким слојевима српског становништва бивше Југославије. Српски медији су скоро у потпуности били оријентисани на мобилизацију српске јавности за подршку рату кроз изазивање негативних емоција као што су страх и мржња, нимало не бринући о чињеницама, па чак и техничким детаљима који би могли компромитовати такву активност. Измишљало се све, од најстрашнијих злочина до тврдњи како Стипе Месић носи браду да му се не види тетовирано слово „У“ на лицу. Хрвати су често колективно називани усташе, а босански Муслимани погрдно балије, које је српска пропаганда приказивала као насилне екстремисте и фундаменталисте.
Српска штампа тврдила је да су власти у Сарајеву бацале српску децу лавовима у Зоолошком врту. Пропагандна измишљотина која је оставила најдубљи траг била је она о „40 закланих беба из Вуковара“, која гласи да су чланови хрватске националне гарде „секли гркљане деци између пет и седам година и бацали их у подрум“. Многи добровољци су одлазили на ратиште „кад виде шта се ради српској деци“. Државни медији Србије и Црне Горе су свесно и намерно ширили дезинформације о „30.000 наоружаних усташа и 7000 терориста, укључујући и Курдске плаћенике“ који, заштићени зидинама Дубровника, спремају напад на Црну Гору. Док је ЈНА током опсаде Дубровника гранатирала град, званичне информације су гласиле да је Дубровник само блокиран и да се не врши никакво бомбардовање нити разарање града. Радио-телевизија Србије је приказивала слике Дубровника са стубовима дима објашњавајући да локално становништво пали аутомобилске гуме како би симулирали ратна разарања града.
Постојало је свега неколико гласила која нису под контролом власти. Процењује се да су медији под контролом Милошевића свакодневно стизали до више од 3,5 милиона људи. С обзиром на недостатак приступа алтернативним вестима, француски професор Де ла Бросе сматра да је изненађујуће велика била отпорност на ратну пропаганду међу Србима, што се показивало масовним антиратним протестима, распрострањеним избегавањем регрутације и дезертирањем из војске.
Сматра се да су медији одиграли кључну улогу у припреми за Рат у бившој Југославији и да без њиховог учешћа не би могли бити почињени масовни ратни злочини који су са зараћених страна уследили на простору бивше СФРЈ. Главни предводници ратнохушкачке пропаганде су били новинари и уредници Радио телевизије Србије, дневних листова „Политика“, „Политика експрес“ и „Вечерње новости“.

## Протести

### Против опсаде Вуковара
Због опсаде Вуковара организовани су многи антиратни протести. Организоване су петиције против мобилизације за рат и за амнестију оних који су одбијали учешће у њему. Организована је непосредна помоћ онима који су избегавали учешће у рату.
У време пада Вуковара, крајем новембра 1991. године, пред зградом Председништва Србије сваке вечери су се окупљали грађани, одржавали вечерња бдења и палили свеће за све погинуле у рату. На платоу код Андрићевог венца окупљале су се Жене у црном, антиратне организације, грађанке и грађани, и исписивала се књига Гробница за Мирослава Миленковића, резервисту који се убио између два строја, оних који иду на Вуковар и дезертера који одлажу оружје.

### Против опсаде Дубровника
У Пионирском парку Београду су одржавани антиратни протести „Прекинимо мржњу да престане рат“ против бомбардовања Дубровника, на којима су поред грађана учествовале и групе уметника, композитори, глумци и др. На бини су Мирјана Карановић и Раде Шербеџија заједно певали „Ја не могу против друга свог“. Организовано је и потписивање петиције за Дубровник, коју су потписивали углавном професори и студенти Филозофског факултета у Београду, захтевајући да се Дубровник деблокира. Демонстранти су након тога ишли у Генералштаб, покушавајући да убеде војску у „злослутност блокаде“.
Учесници анти-ратних демонстрација су наглашавали традиционално пријатељство Дубровника и његовог херцеговачког залеђа, наводећи примере да су села Конавала и Дубровачког Приморја још за Невесињске Буне пружила уточисте у збегу хиљадама породица из Поповог Поља, Билеће и Старе Црне Горе. Такође је наглашавано да током Другом светском рату у Дубровнику скупљала не само помоћ за партизане, већ су Дубровчани носили народу Поповог Поља со и „модру галицу“ за стоку и обраду винограда.
Током опсаде Дубровника, београдски рок музичар Милан Младеновић је на својим концертима позивао публику да минутом ћутања одају почаст бомбардованом Дубровнику и његовом становништву.
Готово истовремено са београдским протестима, на Цетињу су црногорски грађани под водством Либералног савеза Црне Горе протестовали против учешћа црногорских војника у нападу на Дубровник песмом: „Са Ловћена вила кличе, опрости нам Дубровниче“.

### Против опсаде Сарајева
У Београду су постојали људи који су рат са Сарајевом схватили страшније од било којег хорора, да је малтене немогуће да се бомбардује град који су сви толико волели. Када је започео рат у Босни и Херцеговини, поједине странке, разне невладине организације и групе грађана су организовале антиратне протесте, у којима је понекад учествовало и више десетина хиљада људи.
У априлу 1992. године, без дозволе, чланови три култна српска рок бенда - ЕКВ, Електрични Оргазам и Партибрејкерси – у камиону су кружили улицама Београда противећи се рату, који се након Хрватске, захуктавао и у БиХ, поруком „Мир, брате, мир“ и „мање пуцај, више туцај“. Здушно их је подржао и Иван Стамболић, истакнути противник Слободана Милошевића, који је као директор Југославенске банке за међународну економску сарадњу (Јумбес), обезбедио новац за концерт, и за изнајмљивање сада већ легендарног камиона.
Други концерт, који је за разлику од првог имао и дозволу за одржавање, догодио се на Тргу Републике којим је послана порука властима „С. О. С. мир или не рачунајте на нас“, поново у режији Радија Б92.
Протестујући против опсаде и разарања Сарајева, више антиратних група, странака и појединаца је основало групу „Живети у Сарајеву“ која је деловала све време рата. Поводом опсаде и гранатирања Сарајева, десетине хиљада Београђана је читавом главном улицом протезало црни флор. Група „Живети у Сарајеву“ је организовала слање разних врста помоћи Сарајлијама, посету Сарајеву усред рата јула 1994. године, а потом и долазак Сарајлија у Београд.

## Реакције

### Против мировног покрета
Водећи српски интелектуалци и академици САНУ су често јавно иступали против антиратног покрета. Српски академик Љубомир Тадић (отац Бориса Тадића) је изјављивао да није присталица мира по сваку цену, уколико он води у геноцид над Србима:
Нисам присталица мира по сваку цену (...). Историја антисемитизма нас је довољно поучила да апстрактна пропаганда пацифизма подастире црвени тепих геноциду.— Љубомир Тадић
Добрица Ћосић, академик САНУ и националистички идеолог, је у време покретања рата у Хрватској пацифистичку реторику називао бесмисленом лажју и моралним кукавичлуком, односно „српским антисрпством“:
Неутралност данас када се против српског народа води рат, сматрам лажју и моралним кукавичлуком. (...) у данима усташког рата против српског народа у Хрватској (...) идеолошка и пацифистичка реторика је бесмислена (...) то је српско антисрпство.— Добрица Ћосић
Матија Бећковић, академик САНУ и песник, позивајући се на Радована Самарџића, учеснике мировног покрета назива „отпадом“, односно Србима који нису ни Срби:
Како каже проф. Р. Самарџић, Срби су увек имали висок проценат отпада. Срби који нису ни Срби.— Матија Бећковић
Момо Капор, академски сликар и књижевник, тадашњу атмосферу у Београду коментарише на следећи начин:
Чини ми се да је у овом тренутку Београд, на жалост, прави петоколонашки град, пун смутљиваца, кукавица, лажних пацифиста, навијача за супротни табор, али то није читава ова земља Србија која може себи и у оваквом тренутку да дозволи тај луксуз и трпи ту менажерију на својој грбачи са које може да је стресе као онај вепар са Карађорђеве заставе који стреса досадне буве.— Момо Капор, мај 1992.

### Подршка мировном покрету
Вођа Партибрејкерса, Зоран Костић Цане, осврћући се на мировне протесте, изјавио је:
Међу првима смо им показали средњи прст. Одједном смо ми најгори постали синоним најбољих. Људи су негде одлазили ... Да ли на ратиште, да ли ван земље … Не знам .... Мир, брате, мир, то је била једина солуција у то вријеме за нас.— Зоран Костић Цане
Директор Радија Б92 Веран Матић о том периоду каже:
Најупечатљивији моменат је та снажна енергија која се појавила и коју смо могли да видимо, једна страшна жеља да се заустави зло. Оно што смо осећали тада, мислим да је било двоструко - с једне стране да је могуће зауставити рат и да је могуће спречити дивљаштво, али у исто време и да то што радимо није довољно.— Веран Матић
Српски филозоф Радомир Константиновић је читаво време пружао подршку мировном покрету и опирао се рату и ратохушкању:
Ја претпостављам смрт, па чак и егзистенцију (оно, дакле, што је још горе) старог, проклетог пса животу ратнохушкачког интелектуалног олоша.— Радомир Константиновић

## Последице
Сматра се како антиратни протести нису имали нарочитог ефекта. У широј јавности антиратне акције нису имале већи одјек; режимски медији су их бојкотовали или нападали, а независни медији потцењивали.
Војне власти су претиле дезертерима и онима који одбијају позив дугим затворским казнама по чл. 121 тада важећег Кривичног закона СФРЈ који је чак предвиђао и смртну казну за дезертера који побегне из земље. Неки од људи који су одбили војни позив и изражавали јавни протест против мобилизације били су покупљени са улица, затворени 2 до 3 дана, а потом послати на фронт да чисте минска поља.

## У популарној култури
Антиратни протести се приказују у неколико сцена Лепа села лепо горе, српског филма из 1996. године. Режисер Срђан Драгојевић их је учинио предметом сатире, што је постало једном од контроверзи која се везује уз то остварење.
У Београду је 2010. године Иницијатива младих за људска права организовала концерт на отвореном у знак обиљежавања 18 година од анти-ратних протеста и настанка пројекта Римтутитуки. На студентском Платоу испред Филозофског факултета су наступали: Мултиетничка атракција, Репетитор, Stuttgart Online, Лира Вега и други. Том приликом су дељени беџеви са натписима антиратне кампање из 1990-их.